# Mary Kitson Clark
Mary Kitson Clark, née le 14 mai 1905 à Leeds et morte le 1er février 2005 à Llangwnnadl, est une archéologue, conservatrice (de musée) et chercheuse indépendante anglaise. Elle se spécialise en archéologie britto-romaine de Nord de l'Angleterre, mais est également impliquée dans les fouilles hors du Royaume-Uni ainsi que l'Empire romain. Son ouvrage A Gazetteer of Roman Remains in East Yorkshire, sorti en 1935, "demeure l'un des points de départ pour n'importe quelle étude des romains dans le Nord de l'Angleterre.

## Biographie
Kitson Clark naît à Leeds le 14 mai 1905, en Angleterre. 
Après avoir été éduquée à la maison, Kitson Clark se rend au lycée de jeunes filles de Leeds, la Leeds Girls' High School, une école privée sélective de Leeds. Par la suite, elle est admise au sein du Girton College, un collège faisant partie de l'université de Cambridge, afin d'étudier l'histoire (tripos). Ayant obtenu une licence de lettres, elle demeura à l'université de Cambridge afin de recevoir le diplôme d'archéologie.

## Carrière
De 1929 à 1943, Kitson Clark est la secrétaire du Comité des antiquités romaines du Yorkshire. Pendant ce temps, elle fait paraître son chef-d'œuvre, A Gazetteer of Roman Remains in East Yorkshire (Répertoire géographique des vestiges romains du Yorkshire de l'Est), en 1935. Celui-ci est décrit dans les années 1990 comme  un "classique bien-aimé, bien-feuilleté", et selon sa nécrologie dans The Independent "demeure l'un des points de départ pour n'importe quelle investigation des romains dans le Nord de l'Angleterre",. Entre 1941 et 1943, Kitson Clark est aussi la conservatrice des Antiquités Romaines au Yorkshire Museum, à York.
Suite à son mariage en 1943, Kitson Clark demeure membre de la Société Philosophique du Yorkshire (Yorkshire Philosophical Society), devant sa vice-présidente ayant vécu le plus longtemps. Après la mort de son époux en 1971, elle poursuit son travail. Elle publie une monographie de deux volumes sur The Monks of Ynys Enlli (Les Moines de l'Île de Bardsey). 
Kitson Clark est impliquée dans de nombreuses fouilles archéologiques. Elle fouille plusieurs sites du Yorkshire de l'Est, et publie ses découvertes dans A Gazetteer of Roman Remains in East Yorkshire, ouvrage paru en 1935. En 1929, elle se rend en Palestine et travaille sur les fouilles des sites paléolithiques menées par Dorothy Garrod. En 1935, elle fait partie d'une équipe ayant fouillé Petuaria, un camp romain situé dans la ville de Brough. 

## Vie privée
Lorsqu'elle est en Palestine, Kitson Clark rencontre son futur mari, Derwas Chitty, il est également archéologue, ainsi que prêtre anglican. Kitson Clark et Chitty se marient le 5 juillet 1943. Ils ont une enfant et vivent à Upton, une banlieue de la ville de Slough, où Chitty est vicaire. Après s'être retiré de son ministère à plein temps en 1968, ils s'installent à Llangwnnadl, au Pays de Galles. Son époux meurt en 1971, suite à un "accident domestique". Dans na nécrologie, publiée dans The Independent, il est statué qu'après son décès "Mary était réconfortée par sa puissante foi chrétienne". 
Le 1er février 2005, Mary Kitson Clark meurt à Môr Awel, Llangwnnadl, à l'âge de 99 ans. Ses funérailles ainsi qu'un requiem se tiennent à la St Gwynhoedl's Church, à Llangwnnadl, le 5 février 2005. 

## Honneurs
Le 13 février 1998, Kitson Clark est élue membre de la Society of Antiquaries of London : lors de sa mort, elle est la "dernière membre survivante élue avant la Seconde Guerre Mondiale". En 1985, une conférence est tenue en son honneur par des romanistes britanniques. Le compte-rendu de cette conférence est publié en 1988 avec le titre Recent Research in Roman Yorkshire: studies in honour of Mary Kitson Clark (Mrs Derwas Chitty).
En 2024, Mary Kitson Clark est nommée par la Yorkshire Philosophical Society afin d'être élue parmi l'un des "Pionniers de York". Les pionniers sont célébrés par les artistes locaux répondant aux informations biographiques concernant les personnalités de premier plan dans l'histoire de York, et présentant leurs réponses artistiques sur une série de sculptures façonnées à la manière d'un Chrysolina graminis autour de la ville. La sculpture de Mary Kitson Clark a été installé aux York Museum Gardens, à côté du Yorkshire Museum, et a été conçue par Sian Ellis,.